# Malice (groupe américain)
Pour les articles homonymes, voir Malice.
Malice est un groupe de heavy metal américain, originaire de Portland, en Oregon. Formé au début des années 1980, il est mieux connu pour sa participation à la première édition de la compilation Metal Massacre et à deux albums d'Atlantic Records. Leur style musical explicitement européen est comparé à celui de Judas Priest à cause des similitudes entre les voix de James Neal et Rob Halford.

## Biographie

### Première période (1980–1989)
Malice est formé à Portland, en Oregon, au début des années 1980, lorsque le guitariste de The Ravers, Jay Reynolds, assemble une première formation comprenant James Neal, futur duo Wild Dogs, Matt McCourt à la basse, Deen Castronovo à la batterie, et Kip Doran à la guitare. Reynolds décide ensuite de les délocaliser à Los Angeles, peu de temps après avoir été rejoint par Mick Zane, pour former un groupe de metal. Le duo étant incapable de trouver des musiciens à la hauteur, Neal tente de convaincre le bassiste Mark Behn et le batteur Pete Laufman de partir de Portland ; ainsi, Malice réalise sa première démo qui attire l'intérêt de Brian Slagel du label Metal Blade.
Captive of Light et Kick You Down, chansons issues de cette démo, sont sélectionnées pour apparaitre dans la compilation Metal Massacre I aux côtés de groupes comme Metallica, Ratt, et Steeler. Malice fait ses débuts scéniques à L.A. en novembre 1982 au Troubadour, à West Hollywood, avec Metallica et Pandemonium. Ils jouent aussi pour Armored Saint au Perkins Palace de Pasadena, en Californie, au printemps 1984.
Après avoir recruté le batteur Cliff Carothers, ex-Snow et Assassin, en remplacement de Pete Laufman, Malice enregistre de nouvelles démos avec le producteur Michael Wagener. Malice s'associe avec un autre producteur, Max Norman, pour leur premier album, License to Kill, publié en 1987. Dave Mustaine et Dave Ellefson de Megadeth et Jaime St. James de Black 'n Blue, Tommy Thayer et Jeff Warner fournissent les morceaux vocaux pour deux chansons : License to Kill et Chain Gang Woman. Le groupe tourne avec notamment Alice Cooper, W.A.S.P. et Motörhead. Ils jouent aussi avec Slayer à leur tournée européenne Reign In Pain en fin 1987, Jay Reynolds quitte le groupe pour rejoindre Megadeth en remplacement de Chris Poland, mais est renvoyé quelques mois plus tard.
Le film Vice Versa fait participer Malice lors d'une séquence de concert, filmée à Champagne, dans l'Illinois, jouant Crazy In the Night. Metal Blade publiera un troisième album de Malice, Crazy In The Night, en 1989. Il comprend trois chansons enregistrées avec Neal, et Vice Versa avec le producteur Paul Sabu au chant.

### Après séparation (1990–2005)
Après la séparation de Malice, Jay Reynolds forme War Party avec l'ancien batteur de Megadeth, Chuck Behler. Mick Zane et Mark Behn s'associent avec le batteur des Black 'n Blue, Pete Holmes, et le chanteur Mark Isom, sous le nom de Monster.
En 1999, EastWest Japan réédite In The Beginning... et License to Kill en format CD ; le label américain Wounded Bird Records fait de même en 2004. Jay Reynolds se joint à un Metal Church recomposé au début de 2004 et enregistre deux albums avec le groupe, Weight of the World (2004) et A Light in the Dark (2006), avant une nouvelle séparation en 2008.

### Deuxième période (depuis 2006)
En 2006, Malice annonce une tournée de réunion, dont plusieurs dates européennes seront annulées l'année suivante. Le groupe joue aux États-Unis grâce aux services de Last Empire et du futur chanteur de Vicious Rumors, Brian Allen. Le groupe revient finalement en Europe en avril 2011 pour le festival Keep It True XIV en Allemagne avec un nouveau chanteur, James Rivera (Helstar, Vicious Rumors). En 2008, Malice publie un CD d'archive, The Rare and Unreleased, chez Retrospect Records qui comprend quatre chansons issues de l'EP Crazy In The Night et quelques premières démos.
À la fin 2011, Malice est annoncé au label SPV/Steamhammer. Robert Cardenas d'Agent Steel est confirmé comme nouveau bassiste live du groupe. New Breed of Godz, qui comprend quatre nouvelles chansons et huit autres réenregistrées depuis In The Beginning... et License to Kill, est publié en mai 2012. Mick Zane meurt d'une tumeur cérébrale le 23 décembre 2016.

## Membres

### Membres actuels
- James Rivera - chant (depuis 2010)
- Jay Reynolds - guitare solo (depuis 1981)
- Mark Behn - basse (depuis 1981)
- Robert Cardenas - basse (depuis 2012)
- Pete Holmes - batterie (depuis 2006)

### Anciens membres
- Mick Zane -  guitare solo (1981–2016, décédé en 2016)
- James Neal - chant (1981–1987)
- Pete Laufman - batterie (1981–1984)
- Cliff Carothers - batterie (1984–1987)

## Discographie
- 1982 : Metal Massacre
- 1985 : In the Beginning...
- 1987 : License to Kill
- 1989 : Crazy in the Night (EP)
- 2008 : The Rare and Unreleased
- 2012 : New Breed of Godz